# Gravesia violacea
Gravesia violacea là một loài thực vật có hoa trong họ Mua. Loài này được (Jum. & H. Perrier) H. Perrier mô tả khoa học đầu tiên năm 1932.